# Верниш, Иван
Иван Верниш (чеш. Ivan Wernisch; 18 июня 1942, Прага) — чешский поэт, переводчик, художник, издатель.

## Биография
Отец — немецкого происхождения. Иван окончил Высшую промышленную школу керамики в Карловых Варах (1959). Сменил множество работ, в основном ручных. Первую книгу стихов выпустил в 1961 году.
Участник событий Пражской весны. В последующие годы нормализации Верниш был непубликуемым в официальной печати, печатался в самиздате и за рубежом, хотя вёл на чешском радио передачу о поэзии мира. После Бархатной революции работал в известном еженедельнике «Литерарни новины», с 1999 — сотрудник пражского букинистического магазина «Замершая ручка». Руководит изданием Библиотеки современной чешской поэзии. Переводит с латыни, немецкого, французского, итальянского, фламандского, русского языков. Песни на стихи Верниша исполняли и исполняют рок-группы Чехии (в частности, знаменитый The Plastic People of the Universe) и других стран, включая Россию (см.: ).
Живет в Праге. Сын — поэт Эвальд Муррер (псевдоним Михала Верниша, р. 1964).

## Книги
- Kam letí nebe (1961)
- Těšení (1963)
- Zimohrádek (1965)
- Dutý břeh (1967)
- Куклы/ Loutky (1970)
- Zasuté zahrady, избранное (1984, Лондон)
- Žil, nebyl, избранное (1988, Мюнхен)
- Вчерашний день/ Včerejší den, избранное (1989)
- Frc, переводы (1991)
- Ó kdežpak (1991)
- Doupě latinářů (1992)
- Zlatomodrý konec stařičkého léta (1994)
- Pekařova noční nůše (1994)
- Jen tak (1996)
- Proslýchá se (1996)
- Cesta do Ašchabadu neboli Pumpke a dalajlámové (1997)
- Z letošního konce světa (2000, под гетеронимом Václav Rozehnal)
- Lásku já nestojím (2001)
- Bez kufru se tak pěkně skáče po stromech neboli Nún (2001)
- Půjdeme do Mů (2002)
- Blbecká poezie (2002)
- Růžovejch květů sladká vůně (Virtuos na prdel) (2003)
- Hlava na stole (2005)
- Býkárna (2006, соавторстве с М.Шандой и М.Огниско)
- Nikam (2010)
- История дождевой капли/ Příběh dešťové kapky, избранное в 3-х тт. (2010)

## Признание
Премия Ярослава Сейферта за книгу стихотворных переводов (1992). Государственная премия Чехии по литературе (2012,  (недоступная ссылка)). Стихи Верниша выходили книгами в переводах на английский, французский, немецкий, итальянский, польский языки, среди других его переводили П.Оуржедник и Л.Энгелькинг.